# Jonas Buhl Bjerre
Jonas Buhl Bjerre (* 26. Juni 2004 in Silkeborg) ist ein dänischer Schachspieler. Er trägt den Titel eines Großmeisters. In der Saison 2019/20 gehörte er dem Kader der SG Turm Kiel in der Schachbundesliga an.
In der Saison 2015/16 spielte er in der dänischen Skakligaen für den Skanderborg Skakklub, ebenso 2016/17, 2017/18, 2018/19 und 2019/20. In der schwedischen Elitserien im Schach 2019/20 gehörte er zudem dem Mannschaftskader von SK Rockaden Stockholm an.
Bei der Jugendeuropameisterschaft im Schach wurde er 2016 in der Altersklasse U12 Dritter, 2017 in der Klasse U14 Europameister und 2018 Dritter. Bei der Schacholympiade 2018 in Batumi gehörte er dem dänischen Kader an.
Seit 2018 trägt er den Titel Internationaler Meister, seit 2020 ist er Großmeister. Seine bisher höchste Elo-Zahl war 2624 im Juni 2023.
| Die zur Anzeige dieser Grafik verwendete Erweiterung wurde dauerhaft deaktiviert. Wir arbeiten aktuell daran, diese und weitere betroffene Grafiken auf ein neues Format umzustellen. (Mehr dazu) |